# Маретт, Роберт Рейналф
Ро́берт Рэ́йналф Ма́ретт (Robert Ranulph Marett, 13 июня 1866 года, Джерси — 18 февраля 1943 года, Оксфорд) — английский социальный антрополог и религиовед.

## Биография
Родился в 1866 году на острове Джерси. После окончания средней школы при колледже Виктория в 1885 году поступил в Оксфордский университет, где изучал философию и классические языки. В 1888 году получил степень бакалавра. Маретт продолжил обучение в Берлине и в Риме. В 1891 году он возвращается в Англию и начинает преподавать философию в Оксфорде. В этот же период он начинает проявлять повышенный интерес к археологии и антропологии и, наконец, начинает заниматься этими науками. Участвует в раскопках на острове Джерси и занимается разработкой теоретических проблем антропологии и религиоведения.
Роберт Маретт основал Антропологическое общество при Оксфордском университете и кафедру антропологии, которую он возглавлял с 1910 года. Умер в Оксфорде в 1943 году.

## Научная деятельность
Роберт Маретт занимал пост президента Британского фольклорного общества в 1913—1918 гг.
Учёный является автором гипотезы о существовании первоначальной стадии религиозного развития человека, на которой ещё не сложились анимистические представления. По мнению Маретта, люди на этой стадии развития верят в сверхъестественную безличную силу (англ. impersonal force), скорее чувствуя, чем осознавая её. К этим выводам Маретт пришёл, исследуя свидетельства миссионеров и этнографов, изучавших первобытные племена Океании. Эти доанимистические верования в существование разлитой в мире безличной силы, влияющей на жизнь людей, он обозначал термином «аниматизм» (от лат. animatio — одушевлённость; одушевлённое, живое существо). Аналогичную теорию, построенную на том же материале, предложил и французский религиовед Арнольд ван Геннеп, назвав её «динамизмом» (от греч. δύναμις — сила). Концепцию Маретта также иногда называют динамизмом. 
Акцентируя внимание на эмоциональной стороне религиозного опыта первобытных людей, Маретт пытался отойти от избытка рационалистической трактовки религиозных верований, которая была присуща концепциям Эдуарда Тайлора и Джеймса Фрэзера. Исследователь объяснял создание своей концепции двумя факторами: «1) неудовлетворённостью теорией Тайлора, согласно которой анимизм (в тайлоровской трактовке этого термина) является „минимумом определения религии“, 2) неудовлетворённостью теорией Фрэзера, которая утверждает, что магия и религия не имеют ничего общего с точки зрения их происхождения». 
Роберт Маретт известен не только как создатель теории «аниматизма», но и как автор одного из оригинальных определений фундаментального основания религии. В 1909 году исследователь выдвинул в качестве минимального критерия для определения религиозного мировоззрения знаменитую «формулу табу-мана», которую, полемизируя с Тайлором, назвал «минимумом определения религии». Маретт полагал, что сверхъестественная безличная сила представлена в мире в виде «Табу и Мана как негативного и позитивного модусов».

## Научные труды
- The Threshold of Religion, (1909)
- Arciv für Religionswissenschaft. — Freiburg; Lpz.; Tübungen. — 1909. — Bd. 12
- Anthropology, (1912)

Переводы на русский язык
- Маретт Р. Р. Формула табу-мана как минимум определения религии // Мистика. религия. Наука. Классики мирового религиоведения. Антология. М.: Канон+, 1998. С. 99-108. ISBN 5-88373-134-1